# Li Wenhan
Li Wenhan (Chinês: 李汶翰; pinyin: Lǐ Wènhàn) (nascido em 22 de Julho de 1994) é um cantor e ator chinês. Ele é mais conhecido como vocal do grupo chinês-sul-coreano Uniq formado pela empresa chinesa Yuehua Entertainment em 2014. Em 2019, ele participou do programa de sobrevivência chinês Idol Producer, terminou em primeiro lugar e debutou no UNINE.

## Biografia

### 1994-2013: Início da vida e começo da carreira
Wenhan nasceu no dia 22 de Julho de 1994 em Hancheu, Zhejiang, China. Ele tem experiência em violão clássico e natação, praticando com o medalhista olímpico de natação chinês Sun Yang na sua cidade natal, Hancheu. Wenhan teve sua primeira experiência com o nado quando ele foi jogado na água por seu pai e desde então, ele desenvolveu amor pela natação. Enquanto frequentava o ensino médio nos Estados Unidos, ele participou de uma audição para a Yuehua Entertainment e passou. Antes de debutar no Uniq, Wenhan apareceu na televisão nacional em um reality show de mergulho na JSTV em Abril de 2013.

### 2014-2018: Debut com o Uniq e papéis na atuação
Wenhan e Yibo foram os primeiros membros recrutados pela Yuehua Entertainment, depois acompanhados pelos outros três membros. No dia 16 de Outubro de 2014, Wenhan debutou com o Uniq.
De Abril a Agosto de 2016, ele foi parte do elenco fixo do talk show "Ni Hao China", que mostrava a cultura, estilo de vida, tradições e economia da Chine e numa maneira de mais fácil entendimento e entretenimento. Começando no final de 2016, quando as tensões entra China e Coréia do Sul cresceram porque Os Estados Unidos e a Coréia do Sul juntos anunciaram o desenvolvimento do THAAD, Wenhan tem sido principalmente ativo na China como ator.
De Junho a Setembro de 2016, ele foi um dos principais apresentadores de um programa de variedades esportivo chinês chamado "The Players", que foi um programa onde um grupo de celebridades chinesas competidoras se enfrentavam em vários desafios relacionados a basquete contra times rivais, incluindo estrelas convidadas como Kim Jong-kook e Kobe Bryant. Em Outubro de 2016, ele foi confirmado no elenco do drama histórico que se passa na Dinastia Tang, "热血学院" ("My Naughty Classmates") fazendo o papel do príncipe Li Jingyu. "My Naughty Classmates" foi ao ar às quarta-feira na Youku a partir de 4 de Julho de 2018.
Em Janeiro de 2017, ele começou a filmar o web drama de romance "Life Risking Romance" (命悬一线的浪漫) como protagonista masculino. Do dia 23 de Junho à 27 de Setembro de 2017, Wenhan filmou para o idol drama sobre basquete de nome "热血狂篮" (Basketball Fever), que é inspirado no mangá/anime Slam Dunk. Seu personagem é Pei Chenhao, um jogador de basquete do time da Universidade Huayang e irmão mais novo da protagonista. "Basketball Fever" foi lançado no iQiyi no dia 16 de Maio de 2018. No dia 1 de Novembro de 2017, Wenhan começou a filmar para o programa de variedades "嘀！粉丝卡" em Changsha, na China. No dia 19 de Novembro de 2017, Wenhan compareceu à cerimônia de abertura de seu próximo drama, 《想看你微笑》, também conhecido como "Just Want to See You Smile", em Wuxi, Jiangsu. Este é uma leve comédia romântica estilo idol, adaptado do romance infantil popular na internet "世界这么大，只想看你微笑" de autor Purple Fish, que foi lançado em Youku no dia 29 de Maio de 2018.
No dia 16 de Abril de 2018, Wenhan compareceu à cerimônia de abertura de seu novo drama, 《追球》(Chasing the Ball) em Shenzhen, China. O drama foca na competição de ping pong no campus e conta a história de um grupo de jovens que foram ligados ao tênis de mesa para reviver a gloriosa e inspiradora história de "Tengyuan" no processo de descobrir a verdade.

### 2019-Presente: Idol Producer 2 e debut com o UNINE
No dia 5 de Dezembro de 2018, Wenhan anuniou na sua conta pessoal do Weibo que ele iria participar do survival show de boy band chinês Idol Producer exibido no iQiyi. Ele ficou em primeiro lugar e eventualmente debutou no UNINE na posição de centro, com um total de 8,457,091 votos no episódio final. Wenhan filmou um show de variedade com seu pai, "When I Grow Up"《一路成年》, que foi ao ar no dia 27 de Agosto de 2019 na Mango TV. No dia 5 de Setembro, Li Wenhan foi nomeado o embaixador da marca chinesa ASH, uma proeminente companhia de calçados fundada em 2000. O drama colegial de romance e ficção científica do Wenhan,  "Life Risking Romance"《命懸一線的浪漫》, que ele filmou em Janeiro de 2017 foi ao ar no dia 6 de Setembro de 2019 no iQiyi. Ele se tornou o porta-voz para 美达施Metamucil (23 de setembro de 2019) e OSM欧诗漫 (16 de outubro de 2019). No dia 16 de abril de 2020, Wenhanfoi anunciado como porta-voz da ZEESEA滋色 Makeup. Em 17 de abril de 2020 foi anunciado que Li Wenhan participaria no programa de variedades de namoro 《喜欢你我也是2》 como apresentador. No dia 20 de abril de 2020, Li Wenhan  foi anunciado como porta-voz para a popular marca de sorvete 巧乐兹 por meio de sua conta oficial no Weibo. Li Wenhan foi anunciado como embaixador oficial da marca chinesa de Elizabeth Arden no dia 29 de abril de 2020. Em 13 de julho de 2020, Wenhan foi confirmado no programa de variedade da Dragon TV, 《完美的夏天》("Perfect Summer"), que foi programado para ir ao ar todo sábado a partir de 1 de agosto. Em agosto de 2020, Wenhan se tornou o celebrity judge para o programa de variedades de competição de video games, 《荣耀美少女S2》 ou "Glory Girls S2". Em 24 ed setembro de 2020, foi ao ar o programa do Li Wenhan, 《2020超级企鹅联盟 SUPER PENGUIN LEAGUE》, que é descrito como o primeiro reality show all-star de basquete da China produzido por Tencent Sports. UNINE sofreu disband no dia 6 de outubro de 2020. Wenhan se tornou o MC do music show do Youku "Super Hit" ou 《宇宙打歌中心》 que foi ao ar no dia 22 de novembro de 2020. Wenhan foi anunciado como participante de um show de sobrevivência de boy band chamado “Shine! Super Brothers” ou 《追光吧哥哥》 e o show está programado para estrear em Dezembro de 2020.

## Arte e Influências
Ele nomeou Wang Leehom como sua influencia musical. Wenhan tem experiência em violão clássico e alcançou habilidade profissional de violão até o nível 9. Nos esportes, ele nomeou Kobe Bryant, LeBron James e Allen Iverson como seus ídolos.

## Discografia

### EPs
| Título       | Detalhes | Tracklist                                                    |
| ------------ | --- | ------------------------------------------------------------ |
| 《天荒不朽》 | - Lançamento: 15 de Julho de 2018 - Empresa: Yuehua Entertainment - Source: Netease Music - Formato: digital download | - 天荒不朽 (Immortal Love) - 一直在心上 (Always in My Heart) |

### Singles
| Ano  | Título                       | Título chinês   | Álbum                                             | Notas                              | Ref.   |
| ---- | ---------------------------- | --------------- | ------------------------------------------------- | ---------------------------------- | ------ |
| 2019 | "Gummy Beach"                | 软糖沙滩        | 《追球Chasing Ball》OST                           | Lançamento: 17 de junho de 2019    | [ 25 ] |
| 2019 | "This Day"                   | 這一天          | "Adventurous Romance" Title OST《命懸一線的浪漫》 | Lançamento: 26 de novembro de 2019 | [ 26 ] |
| 2019 | "Summoning of the Stars"     | 星之召喚        | "Adventurous Romance" OST《命懸一線的浪漫》       | Lançamento: 28 de novembro de 2019 | [ 27 ] |
| 2020 | "Look at Me, Looking at you" | 《看你看我》    | 《喜欢你我也是2》OST                              | Lançamento: 27 de abril de 2020    |        |
| 2020 | "Bad Bad Bad"                | 《Bad Bad Bad》 | solo do álbum 《U-Night Flight》 do UNINE         | Lançamento: 6 de maio de 2020      |        |

## Filmografia

### Filme
| Ano  | Título       | Título oficial | Papel  | Ref.   |
| ---- | ------------ | -------------- | ------ | ------ |
| 2016 | MBA Partners | 梦想合伙人     | Wenhan | [ 28 ] |

### Séries de Televisão
| Ano  | Título                                    | Título Original | Papel              |
| ---- | ----------------------------------------- | --------------- | ------------------ |
| 2017 | Hot Blood Academy (My Naughty Classmates) | 热血学院        | Príncipe Li JingYu |
| 2017 | Basketball Fever                          | 热血狂篮        | Pei Chenhao        |
| 2017 | Just Want to See You Smile                | 想看你微笑      | Shi Shu Zhan       |
| 2018 | Chasing the Ball                          | 追球            | Yun GaoYang        |
| 2019 | Life Risking Romance                      | 命悬一线的浪    | Liu Xingyu         |

### Programas de Variedade
| Ano  | Título                    | Título Original                           | Network           | Notas                   |
| ---- | ------------------------- | ----------------------------------------- | ----------------- | ----------------------- |
| 2019 | Idol Producer 2           | 青春有你                                  | IQIYI             | Competidor              |
| 2019 | When I Grow Up            | 《一路成年》                              | Mango TV          | Apareceu com seu pai    |
| 2020 | Yes, I Do                 | 《喜欢你我也是2》                         | IQIYI             | Lista de celebridades   |
| 2020 | Perfect Summer            | 《完美的夏天》                            | Dragon TV         | Lista de celebridades   |
| 2020 | Glory Girl S2             | 《荣耀美少女S2》                          | 腾讯视频Tencent   | Jurado                  |
| 2020 | Super Penguin League 2020 | 《2020超级企鹅联盟 SUPER PENGUIN LEAGUE》 | 腾讯视频Tencent   | Lista de celebridades   |
| 2020 | Super Hit                 | 《宇宙打歌中心》                          | Youku             | MC                      |
| 2020 | Shine! Super Brothers     | 《追光吧哥哥》                            | Youku e Dragon TV | Celebridade competidora |

## Prêmios e Indicações
| Ano  | Prêmiação                             | Categoria                                                                                | Resultado | Ref.   |
| ---- | ------------------------------------- | ---------------------------------------------------------------------------------------- | --------- | ------ |
| 2018 | 2018 Weibo Fan Festival               | "温柔蜜音满腹经纶小狼狗奖" ("Soft Honey Vocals full of the Abs of little WolfDog Award") | Venceu    | [ 29 ] |
| 2019 | 2019明星权力榜 (2019 Star Power List) | "年度最受欢迎潜力新星" ("Most Popular Star with Potential")                              | Venceu    | [ 30 ] |